# Paul Winfield
Paul Edward Winfield (22 de mayo de 1939-7 de marzo de 2004) ganador de un Premio Emmy y nominado por la academia, fue un actor del cine y la televisión estadounidense. Fue conocido por su actuación en la película Sounder y como Martin Luther King en la miniserie de televisión King. Fuera de cámara, Winfield narraba la serie de televisión City Confidencial.

## Biografía

### Carrera
Winfield tuvo una variada carrera en cine, televisión, teatro y doblaje tomando terreno en un momento en el cual los actores afroamericanos tenían poco peso específico. Su primera gran película fue The Lost Man protagonizada por Sidney Poitier. Winfield fue conocido primera vez por las audiencias de televisión cuando apareció durante varios años frente a Diahann Carroll en el programa de televisión Julia. Filmado durante un alto punto de las tensiones raciales en los Estados Unidos, el espectáculo era único e incluía a una afroamericana como el personaje principal. Asimismo, fue Martin Luther King en 1978 en la miniserie King.
En 1973, Winfield fue nominado para el Premio de la Academia al Mejor Actor por la película de 1972 Sounder y su coprotagonista en esa película, Cicely Tyson fue nominada para el Premio de la Academia a la Mejor Actriz. Antes de su presentación de candidaturas, sólo otros dos actores afroamericanos Dorothy Dandridge y Sidney Poitier habían sido nominados para un papel de primer orden. Él apareció en 2003 en la versión de Disney Sounder. Winfield interpretó a Jim el esclavo en Huckleberry Finn (1974) que es un musical basado en la novela de Mark Twain. Winfield recuerda que, cuando era un joven actor, desempeñó Of Mice and Men en el repertorio local, compuesto para alguien blanco ya que un actor negro era impensable que lo interpretase. Winfield, también protagonizó miniseries como Roots: The Next Generations, Queen: The Story of an American Family y Scarlett.
El actor ganó muchos fanes por su breve pero memorable papel en varios programas de TV y películas de ciencia ficción. Él retrató al Capitán Clark Terrell, en Star Trek II: La ira de Khan y al Teniente Traxler en el thriller de ciencia ficción The Terminator protagonizada por Arnold Schwarzenegger y dirigida por James Cameron. En la pequeña pantalla, en Star Trek, se presenta como un extranjero capitán. También actuó en Babylon 5, como el General Richard Franklin, el padre de carácter ordinario del Dr. Stephen Franklin, en la segunda temporada.
Winfield también tuvo papeles de personajes gays en la película Mike's Murder de 1984 y nuevamente en 1998 en la película Relax ...'s Just Sex.
Winfield encontró el éxito fuera de la cámara debido a su singular voz. Él fue actor de doblaje en la serie de dibujos Spider-Man, The Magic School Bus, Batman Beyond, K10C, y Los Simpson. En su carrera de grabaciones de voz, fue tal vez más conocido como el narrador de la serie City Confidencial, un papel que comenzó en 1998 y continuó hasta su muerte en 2004.
A lo largo de su carrera, Winfield frecuentemente fue requerido por el teatro. Su única producción en Broadway fue Checkmates, en 1988, coprotagonizada también por Ruby Dee y en la que debutó en Broadway Denzel Washington. También apareció en producciones del Mark Taper Forum en Los Ángeles y el Shakespeare's Theatre en Washington D. C.
Fue nominado para un Premio Emmy por su papel en King y Roots: The Next Generations. En 1995 ganó un Premio Emmy por su aparición como el juez Harold Nance en un episodio de la serie de CBS Picket Fences.

### Vida privada
Winfield nació en Los Ángeles, California, hijo de Lois Beatrice. Su padrastro era Clarence Winfield, un trabajador de la construcción. Asistió a la Universidad de Portland, la Stanford University, el Los Angeles City College y la Universidad de California en Los Ángeles. Fue abiertamente gay en su vida privada, pero se mantuvo discreto ante la opinión pública.
Winfield murió de un ataque al corazón en 2004 a la edad de 64. Su pareja durante 30 años, el arquitecto Charles Gillan, Jr, había muerto el 5 de marzo de 2002 de cáncer de huesos. Están enterrados en el Forest Lawn Memorial Park, Hollywood Hills.

## Premios y distinciones
Premios Óscar
| Año  | Categoría   | Película | Resultado |
| ---- | ----------- | -------- | --------- |
| 1973 | Mejor actor | Sounder  | Nominado  |